# Medetera lvovskii
Medetera lvovskii är en tvåvingeart som beskrevs av Grichanov 1999. Medetera lvovskii ingår i släktet Medetera och familjen styltflugor. Inga underarter finns listade i Catalogue of Life.